# Orosztony, Zala
Orosztony  este un sat în districtul Nagykanizsa, județul Zala, Ungaria, având o populație de 466 de locuitori (2011). 

## Demografie
Componența etnică a satului Orosztony
     Maghiari (86,15%)
     Romi (12,09%)
     Germani (1,76%)
Componența confesională a satului Orosztony
     Romano-catolici (66,74%)
     Fără religie (6,87%)
     Reformați (2,36%)
     Necunoscută (24,03%)
Conform recensământului din 2011, satul Orosztony avea 466 de locuitori. Din punct de vedere etnic, majoritatea locuitorilor (86,15%) erau maghiari, existând și minorități de romi (12,09%) și germani (1,76%).  Din punct de vedere confesional, majoritatea locuitorilor (66,74%) erau romano-catolici, existând și minorități de persoane fără religie (6,87%) și reformați (2,36%). Pentru 24,03% din locuitori nu este cunoscută apartenența confesională.